# Чистопрудненська сільська рада
Чистопру́дненська сільська рада (рос. Чистопрудненский сельский совет) — сільське поселення у складі Шадрінського району Курганської області Росії.
Адміністративний центр — село Чистопрудне.
Населення сільського поселення становить 1134 особи (2017; 1141 у 2010, 1463 у 2002).

## Склад
До складу сільського поселення входять:
| Населений пункт     | Населення, осіб (2002) | Населення, осіб (2010) |
| ------------------- | ---------------------- | ---------------------- |
| Качесово, присілок  | 247                    | 207                    |
| Комарія, присілок   | 32                     | 15                     |
| Чистопрудне, село   | 929                    | 722                    |
| Шахматово, присілок | 255                    | 197                    |